# Лойтер Ефраїм Борисович
Ефраїм Борисович Лойтер (справж. — Борухович, 3 грудня 1889, Бердичів — 10 грудня 1963, Москва) — єврейський режисер, педагог, театральний діяч. Заслужений артист Узбецької РСР (1943).
Друкуватися почав у 1906 році в газеті «Северо-западный голос» (Вільно). З 1910 року займається театральною критикою. У 1912 році вийшли друком на мові їдиш його нариси і легенди про участь євреїв у французько-російські війні 1812 року.
У 1919 році організував у Києві єврейську театральну студію. Це був перший навчальний заклад підготовки акторів національного театру. Опіку над студією взяла впливова єврейська організація «Культур-Ліга». У 1921 році разом із студією він переїхав до Москви для навчання.
Під час навчання у 1922 року студія під керівництвом Лойтера показала сатиричну виставу по мотивам п'єс європейських авторів. На початку 1924 року студія закінчує навчання, але стало ясно, що її повернення до Києва не відбудеться. Єфраїм Лойтер переїжджає до Баку, організовує єврейську національну студію.
У 1925 році колегія Наркомосу УРСР ухвалила рішення про створення у Харкові Всеукраїнського державного єврейського театру («ГОСЕТу»). Лойтер був запрошений на посаду директора та художнього керівника театру. Основу театру склали студійці «Культур-Ліги». Сценічну діяльність театру започаткувала вистава «Пурім-шпіль», прем'єра якої відбулася 6 грудня 1925 року. У 1928 році залишив театр через критику своїх постановок. Йому також закидали невміння організувати масового глядача та низьку відвідуваність театру.
Після цього працював у студії при Московському єврейському театрі, викладав у ГІТІСі. У 1935 році очолив Одеський єврейський театр. На час його керівництва театр досяг найвищого розвитку. Роботу перервала війна. У 1941—1945 роках знову викладав у ГІТІСі. З 1945 року до ліквідації у 1949 року в Одеському єврейському театрі. Після цього працював в російських та українських театрах.